# Нойхауз ам Ин
Нойхауз ам Ин (на немски: Neuhaus am Inn) е община в Бавария, Германия, с 3415 жители (към 31 декември 2015).
Намира се на река Ин, на ок.17 km от Пасау и на 160 km от Мюнхен.